# Pakoros
Pakoros, někdy zvaný též Pakoros II., byl parthský velkokrál z rodu Arsakovců panující v letech 77/78–114/115. Jeho otcem byl patrně král Vologaisés I., bratrem téměř jistě vzdorokrál Artabanos III. a dalším bratrem (nebo švagrem) král Osroés, pozdější protivník císaře Traiana.
O Pakorově vládě jsou k dispozici prakticky jen numismatické doklady. Podle Cassia Diona zřejmě postoupil provincii Osroéné s hlavním městem Edessou Abgarovi VII., podle Ammiana Marcellina rozšířil a opevnil parthskou metropoli Ktésifón. V říši panovaly v jeho době těžké zmatky, známi jsou přinejmenším tři vzdorokrálové – Vologaisés II., Artabanos III. a Osroés, který boj o moc nakonec vyhrál. Kolem roku 100 navštívil parthský královský dvůr čínský cestovatel Kan Jing.